# 乌涅
乌涅（法語：Ougney，法語發音：[uɲɛ]）是法国汝拉省的一个市镇，位于该省北部，属于多勒区。

## 地理
乌涅（47°14'26"N, 5°40'5"E）面积7.08 平方千米，位于法国勃艮第-弗朗什-孔泰大區汝拉省，该省份为法国东部内陆省份，北起上索恩省，西北接科多尔省，西临索恩-卢瓦尔省，南至安省，东与杜省和瑞士接壤。
与乌涅接壤的市镇（或旧市镇、城区）包括：让德雷、萨利涅、塔克塞讷、泰尔韦、维特勒。

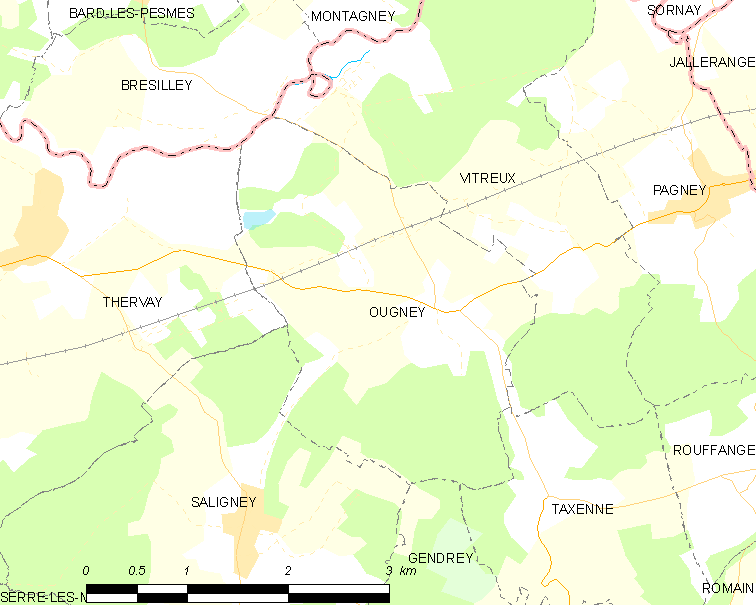
乌涅的OSM定位图

乌涅的时区为UTC+01:00、UTC+02:00（夏令时）。

## 行政
乌涅的邮政编码为39350，INSEE市镇编码为39398。

## 政治
乌涅所属的省级选区为欧蒂姆县。

## 人口

1962-2008年间乌涅人口变化图示

乌涅于2022年1月1日时的人口数量为419人。